# Biogeografie

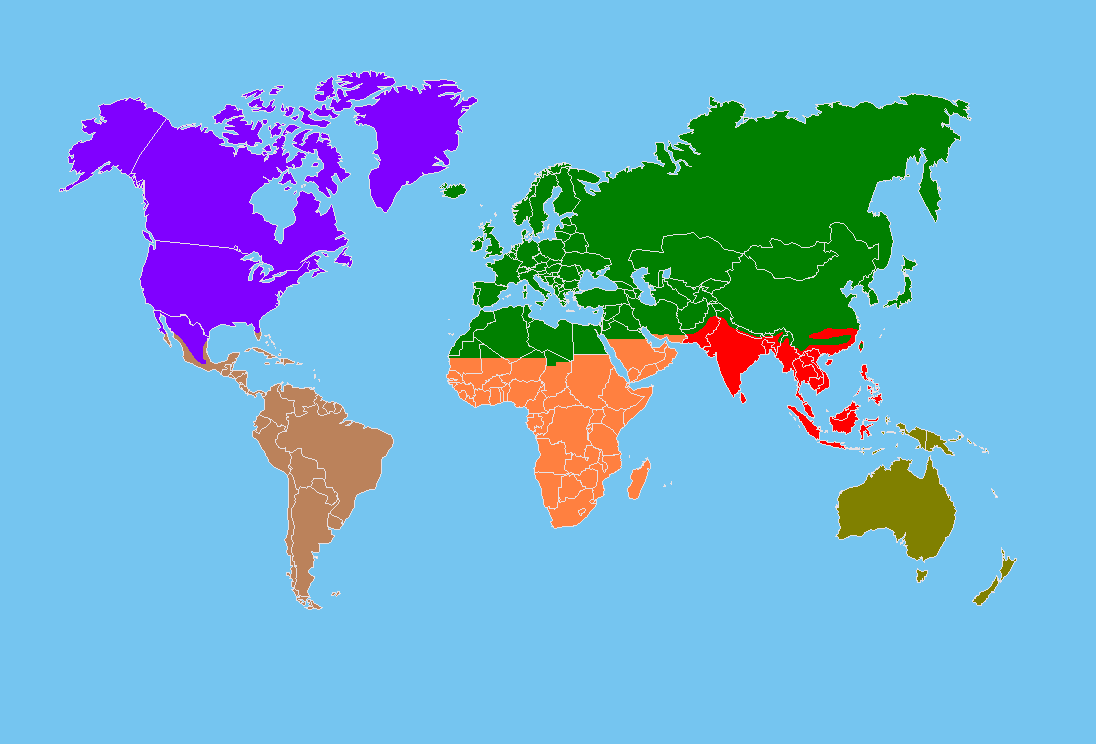
De ecozones van de wereld.
Lichtbruin: Neotropisch gebied; Paars: Nearctisch gebied; Groen: Palearctisch gebied; Oranje: Afrotropisch gebied; Rood: Oriëntaals gebied; Groenbruin: Australaziatisch gebied

De biogeografie bestudeert de verspreidingspatronen van organismen, stelt vast welke groepen planten en dieren kenmerkend zijn voor de gebieden op het land en in de zee en gaat na hoe de tegenwoordige verspreiding is ontstaan. Geografische entiteiten als gebergtes, grote rivieren of zeeën, en de veranderingen daarin zoals door gebergtevorming, erosie en continentverschuiving, kunnen een grote invloed op de evolutie en de verspreiding van soorten hebben. Het verspreidingsgebied (areaal) van soorten (en andere taxa) is daarom vaak afhankelijk van geografie en historische factoren.

## Soorten biogeografie
Biogeografie kan onderverdeeld in zoögeografie en plantengeografie.
Zoögeografie is het bestuderen van de verspreiding van dieren over de wereld. Hierbij gaat het om de evolutie, classificatie en de verspreiding (zowel de historische als de actuele) van diersoorten en -groepen, zowel levende als uitgestorven.
Fytogeografie of plantengeografie is het bestuderen van de verspreiding van planten over de wereld, de verklaring daarvan (paleobotanie) en van hun invloed op het aardoppervlak.

## Inleiding
De verspreidingpatronen van soorten over geografische gebieden kunnen worden verklaard door een combinatie van historische factoren en evolutie, bijvoorbeeld: soortvorming, uitsterven, continentverschuiving, ijstijden en de variaties in de zeespiegel, de loop van rivieren en verschillende leefgebieden in combinatie met de geografische beperkingen van landmassa's, isolatie en de beschikbare energievoorziening van het ecosysteem.
Biogeografie omvat studie van plant- en diersoorten in hun verleden, hun tussentijdse woonplaatsen en overlevingskansen. Bij biogeografie gaat het niet alleen om welke soorten, maar ook de oorzaken, waarom daar en waarom niet ergens anders?
Biogeografie is goed waarneembaar op de eilanden in de wereld. Deze leefgebieden zijn vaak een overzichtelijker gebied van studie, omdat deze leefgebieden meer geconcentreerd zijn dan grotere ecosystemen op het vasteland. Deze eilanden zijn ook ideaal om nieuwe soorten in een leefgebied te onderzoeken. Op deze manier kan men waarnemen hoe deze nieuwe soorten koloniseren en verspreiden naar andere delen van het eiland. Wat er op deze eilanden gebeurt met nieuwe soorten, gebeurt ook op het vasteland. Eilanden zijn ook zeer divers in het aanbod van organismen en variërend van het tropische tot arctisch klimaat. Ook geïsoleerde berggebieden in een laaglandgebied of anderszins geïsoleerde gebieden kunnen als "eilanden" worden beschouwd, zoals de natuurgebieden in een uitgestrekt cultuurlandschap.
De moderne biogeografie maakt gebruik van geografische informatiesystemen (GIS). Geografische informatiesystemen worden gebruikt om de factoren die van invloed zijn op de verspreidingspatronen van organismen te vinden en om toekomstige trends te voorspellen in de distributie van organismen. Ecologische vraagstellingen met een ruimtelijk aspect worden vaak onderzocht met wiskundige modellen en GIS.

## Onderzoeksgeschiedenis
Griekse denkers als Aristoteles en Hippocrates trachtten al te verklaren waarom er bijvoorbeeld olifanten voorkwamen in Afrika en Azië, maar niet in het tussengelegen gebied. In de Middeleeuwen ging men ervan uit dat alle soorten gered waren in de Ark van Noach en zich vandaar uit verspreid hadden over de wereld. De ontdekking van Amerika en de waarneming dat flora en fauna daar sterk verschilden van die van de Oude Wereld vroeg om een herziening van die visie. De Duitse botanicus Gmelin stelde in 1747 voor dat er meerdere centra van schepping geweest konden zijn. Dat idee werd vooral door de Franse natuuronderzoeker Buffon naar voren geschoven.
De eerste moderne geobotanicus was von Humboldt. Aan het begin van de 19e eeuw legde hij een systematisch verband tussen het voorkomen van planten enerzijds en de lengte- en breedtegraad en het klimaat anderzijds. Dat vakgebied heet tegenwoordig plantengeografie of floristische geobotanie.
Onafhankelijk hiervan kwam ook de zoögeografie tot ontwikkeling. Darwin zag op zijn reis met de Beagle dat de soorten in de gematigde zones van Zuid-Amerika meer verwant waren met soorten uit de tropische zones van datzelfde continent, dan met soorten uit de gematigde zones van Noord-Amerika. Deze waarneming heeft bijgedragen aan zijn formulering van de evolutietheorie.
In 1967 werd het boek The Theory of Island Biogeography van MacArthur en Wilson gepubliceerd, waarin een verband werd gelegd tussen de biologische diversiteit, de grootte van een eiland, en de afstand van dat eiland tot het vasteland of een ander eiland. Het aantal soorten op een eiland wordt bepaald door uitsterven en immigratie van nieuwe soorten. Een grotere oppervlakte en een kleinere afstand tot het vasteland leiden beide tot een hogere biodiversiteit. Op deze theorie is het Nederlandse beleid voor de ecologische hoofdstructuur terug te voeren: ecologische verbindingszones tussen natuurgebieden (die worden gezien als eilanden) moeten leiden tot verhoging van de biodiversiteit.

## Paleobiogeografie
Paleobiogeografie (paleo = oud) gaat nog een stap verder. Hierbij wordt gebruikgemaakt van paleobiogeografische gegevens en platentektoniek. Met behulp van moleculaire analyses en studie van fossielen is het mogelijk geweest aan te tonen dat vogels die op een tak kunnen zitten zich eerst ontwikkelden in Australië en de aangrenzende Antarctische wateren. Van hieruit hebben deze vogels zich verspreid naar andere continenten.

## Classificatie
Biogeografie is een synthetische wetenschap, met relaties met (bio)systematiek, evolutiebiologie, ecologie, geologie, fysische geografie, bodemkunde en klimatologie. Een aantal concepten in biogeografie zijn:
- Evolutie - verandering in de genetische samenstelling van een populatie.
- Populatiebiologie, onder andere:
  - Uitsterven - verdwijnen van een populatie of van een soort.
  - Migratie - verplaatsing van populaties vanaf de plaats van oorsprong.
  - Kolonisatie (biologie) - het zich natuurlijk vestigen, dus zonder direct menselijk toedoen, van bepaalde soorten in een nieuwe leefomgeving
- Chorologische geografie, de studie van verspreidingsgebieden of arealen - het gebied waarin een taxon (zoals soort, geslacht, familie) wordt aangetroffen.
  - Disjunctie - het verspreidingsgebied van een taxon is niet aaneengesloten, maar in twee of meer stukken verdeeld.
  - Endemisme - het van nature uitsluitend voorkomen van een taxon in één afgegrensd, meestal beperkt, geografisch gebied.
  - Kosmopolitisme - het verspreidingsgebied van een soort, geslacht of familie beslaat bijna de gehele wereld.
- Geodispersal - de erosie van belemmeringen voor de geografische verspreiding en de mate waarin genen uitgewisseld kunnen worden tussen verschillende populaties.
- Vicariantie - de vorming van belemmeringen voor biotische verspreiding en de mate waarin genen uitgewisseld kunnen worden tussen verschillende populaties, wat leidt tot soortvorming en uitsterven.